# Unified Medical Language System
Das Unified Medical Language System (UMLS) ist ein Projekt, das Terminologien biomedizinischer Ressourcen wie Online-Datenbanken und medizinischen Wörterbüchern aneinander angleichen will. Das Projekt wurde 1989 von der United States National Library of Medicine initiiert.
Dies geschieht, indem Konzepte und Relationen verschiedener vorhandener Datenbanken miteinander in Beziehung gebracht werden, d. h. Ontologien hergestellt werden.
Das System wird kontinuierlich weiterentwickelt, die Benutzung ist nach Anmeldung kostenlos. Das UMLS umfasst gegenwärtig über 100 Begriffssysteme der Biomedizin.
Es umfasst eine Million biomedizinische Konzepte mit etwa fünf Millionen Konzept-Namen.
Beispiele aus den 100 kontrollierten Vokabularien und Klassifikationen sind ICD-10, SNOMED, LOINC oder MeSH. Das System beinhaltet die drei Bereiche Metathesaurus, Semantic Network und SPECIALIST lexicon.